# 말산
말산(영어: malic acid) 또는 사과산은 화학식이 C4H6O5 인 유기 화합물이다. 말산은 모든 생물에서 만들어지고, 과일의 유쾌한 신맛에 기여하며, 식품 첨가물로 사용되는 다이카복실산이다. 말산은 2가지 입체 이성질체(L- 및 D-거울상 이성질체)를 갖지만, 자연에 존재하는 형태는 L-이성질체이다. 말산의 염 및 에스터(에스테르)는 말산염(영어: malate)으로 알려져 있으며, 말레이트는 시트르산 회로의 중간생성물이다.

## 역사 및 어원
|  |

말산은 1785년에 칼 빌헬름 셸레에 의해 사과 주스에서 최초로 분리되었다. 앙투안 라부아지에는 1787년에 "acide malique"라는 이름을 제안했는데, 이는 "사과"를 뜻하는 라틴어 단어 "mālum"에서 유래되었다(사과나무의 속명은 Malus).

## 음식에서
말산은 살구, 블랙베리, 블루베리, 체리, 포도, 미라벨 자두, 복숭아, 배, 자두, 마르멜루를 비롯한 많은 과일에서 주요 유기산이며, 감귤류와 같은 다른 과일에는 좀 더 낮은 농도로 존재한다. 말산은 풋사과(덜 익은 사과)의 신맛에 기여한다. 말산은 포도에 존재하며 대부분의 포도주에도 들어있는데 때때로 5 g/L 의 높은 농도로 존재한다. 열매가 성숙해감에 따라 말산의 양은 감소하지만, 말산은 포도주의 시큼한 맛에 기여한다. 말산은 루바브의 기본적인 풍미를 구성한다. 또한 말산은 "소금 & 식초" 맛 감자칩과 같은 일부 인공 식초 맛의 구성 요소이기도 하다.
감귤류에서는 유기농으로 생산된 과일이 일반 농업으로 생산된 과일보다 높은 농도의 말산을 함유하고 있다.
말로락틱 발효(malolactic fermentation) 과정은 말산을 훨씬 더 순한 젖산으로 전환시킨다. 말산은 모든 과일과 많은 채소에서 자연적으로 생성된다.
식품 첨가제로 말산은 E 번호 E296으로 표시된다. 말산은 미국에서 생산되는 과자류에서 강한 신맛을 내는 데에 사용된다. 말산은 시트르산과 함께 신맛이 나는 과자류의 제조에 사용된다. 이러한 신맛이 나는 과자류에는 "과도한 섭취는 입안을 자극할 수 있다"라는 경고 문구가 표시되어 있다. 말산은 유럽 연합, 미국, 오스트레일리아, 뉴질랜드에서 식품 첨가물로 사용하도록 승인되었다.
말산은 섭취시 2.39 kcal/g 의 열량을 낸다.

## 생화학
L-말산은 자연적으로 생성되는 형태인 반면, L-말산과 D-말산의 혼합물은 인위적으로 합성할 때 생성된다.

L-말산
D-말산

말산은 생화학에서 중요한 역할을 한다. C4 탄소고정 과정에서 말산은 캘빈 회로의 CO2공급원이다. 말산은 시트르산 회로의 중간생성물이며, 푸마르산에 하이드록실기(–OH)가 첨가됨으로써 생성된다. 또한 말산은 보충대사 반응을 통해 피루브산으로부터 생성될 수 있다.
말산은 또한 식물 잎의 공변세포에서 포스포엔올피루브산의 카복실화에 의해 합성된다. 말산염은 2가 음이온으로 세포 내의 전하 균형을 유지하기 위해 공변세포로 용질이 유입되는 동안 K+도 같이 수송된다. 공변세포 내에서 이러한 용질의 축적은 용질 퍼텐셜을 감소시키므로 물이 세포 내로 들어가서 기공의 구멍이 확장된다.
한편 말산은 세포질에서 미토콘드리아로 진입할 수 있는 경로를 가지고있는데, 이는 요소 회로와 시트르산 회로의 링크 경로로서 중요하게 다루어진다.

## 생산 및 주요 반응
말산의 라세미 혼합물은 말레산 무수물의 이중 수화에 의해 산업적으로 생산된다. 2000년에 미국의 말산 생산 능력은 연간 5000톤이었다. 두 거울상 이성질체는 라세미 혼합물의 키랄 분석에 의해 분리될 수 있고, (S)-거울상 이성질체는 푸마르산의 발효에 의해 특이적으로 얻을 수 있다.
말산과 발연 황산의 자기 축합은 피론 쿠말산을 생성한다.
|  |

말산은 발덴 반전(Walden inversion)의 발견 과정에서 중요했으며, 여기서 (−)-말산은 오염화 인의 작용에 의해 (+)-클로로석신산으로 전환된다. 산화 은은 염소 화합물을 (+)-말산으로 전환시킨 다음, PCl5 와 (−)-클로로석신산을 반응시킨다. 산화 은이 이 화합물을 다시 (−)-말산으로 되돌리는 반응으로 전체 반응 사이클이 마무리된다.

## 같이 보기
- CAM 식물
- 말산-아스파르트산 셔틀